# Флеминг, Херман Классон
Барон Херман Классон Флеминг аф Либелиц (швед. Herman Klasson Fleming; 17 сентября 1619 — 28 сентября 1673) — генерал-губернатор Финляндии и государственный казначей Швеции.
Родился в поместье Вильнес в Финляндии. Его отцом был адмирал Клас Ларссон Флеминг, матерью — Анна Ёрансдоттер Снаккенборг.
В 1637—1640 годах Флеминг обучался в Упсальском университете, а по окончании учёбы отправился в заграничную поездку.
В 1640 году он поступил студентом в Лейденский университет, затем два года изучал кораблестроение в Амстердаме. В 1644 году он в качестве капитана получил под своё командование корабль «Регина» и принял участие в морском походе шведской эскадры, в ходе которого был убит его отец.
В 1645 году Флеминг становится адмирал-лейтенантом, в 1650 году — государственным и адмиралтейц-советником, а также получает пост губернатора Стокгольма, который занимал в течение последующих двух лет.
В 1651 году он был удостоен баронского титула. В 1653—1660 годах Флеминг стоял во главе Камер-коллегии, одновременно (с 1654 по 1657 годы) являясь генерал-губернатором земель, выделенных для содержания отрекшийся от престола королевы Кристины. В 1657 году Флеминг стал также лагманом Южной Финляндии.
В ходе подготовки к проведению редукции Карл X Густав поручил Флемингу вместе с Карлом Супом и пр. провести ревизию коронных имений и доходов, а также то, что из них перешло к частным лицам. 9 июля 1655 года Флеминг был назначен председателем Редукционной коллегии, после чего принялся рьяно проводить в жизнь постановления о редукции, чем навлёк на себя недовольство знати. В это время он пользовался значительным влиянием.
По завещанию Карла X Густава Флеминг в 1660 году вошёл в регентский совет в качестве государственного казначея. В этом же году он занял место в риксроде, однако, когда на риксдаге 1660 года победило мнение о том, что члены риксрода должны назначаться сословиями, и дворяне не одобрили избрания Флеминга, то его незаконно лишили должности. После этого он практически полностью устранился от политической деятельности. В 1664—1669 годах занимал должность генерал-губернатора Финляндии.
Умер 28 сентября 1673 года в Стокгольме.

## Семья
С 1645 года был женат на Кристине Росладин.